# Arkansas State Route 5
Arkansas State Route 5 ist ein in Nord-Süd-Richtung verlaufender Highway im US-Bundesstaat Arkansas.
Der Highway beginnt an der Grenze zum Bundesstaat Missouri nördlich von Mountain Home, wo er Missouri State Route 5 heißt, und endet nahe Cabot an den U.S. Highways 67 und 167.
Ein zweiter Abschnitt beginnt in Little Rock am U.S. Highway 70 und endet 7 Meilen nördlich von Hot Springs an der Arkansas State Route 7. In Little Rock überquert sie mit der Main Street Bridge den Arkansas River.